# Nick Magnus
Nick Magnus (Emsworth, 1 februari 1955) is een Brits toetsenist, daarnaast arrangeert en produceert hij ook.

## Biografie
Magnus studeerde piano vanaf zijn zesde jaar, toen hij vijftien jaar was, stapte hij over naar kerkorgel. Zijn voorbeeld van toen was het album Ars Longa Vita Brevis van The Nice met een combinatie van klassieke muziek en rock. Vervolgens eigende hij zich de muziek van allerlei toetsinstrumenten toe. In 1976 begon hij bij The Enid en daarna zat hij in de band Autumn. Nick Magnus werd echter in 1978 binnen de progressieve rock bekend toen hij toetrad tot de band rondom Steve Hackett, die toen net uit Genesis was gestapt. Magnus, in die tijd haast net zo populair als Hackett zelf, begeleidde Hackett en diens broer John Hackett op een aantal elpees en concertreeksen. Hackett koos vervolgens een andere richting, meer akoestisch, en Magnus ging zich wijden aan een speciaal project (dat niet van de grond kwam) en soloalbums. Soms speelt Steve maar ook John Hackett nog weleens mee op een track.
Om brood op de plank te krijgen speelde hij vervolgens mee met China Crisis, Renaissance, George Martin, Mungo Jerry, Johhny Mars, Cilla Black, José Carreras, Brian May, Richie Havens, Bonnie Tyler, Mike Batt, Classix Nouveaux, David Essex, Peter Bardens (Camel), Duncan Browne, Chris Rea en Colin Blunstone. In 2012 is hij te horen op The Rome Pro(g)ject.

## Discografie
- Straight on till Morning (1993 Voiceprint Records VP142 CD, niet meer verkrijgbaar)
- Inhaling Green (1999 Centaur Discs CENCD017)
- Hexameron (2004 Magick Nuns Records MNCD1001)
- Children of Another God (2010 Magick Nuns Records MNCD1002)
- N'monix (2014 Esoteric Antenna)
- Catharsis (2019)
- A strange inheritance (2024)

### Met Steve Hackett
- Spectral mornings (1979 Charisma)
- Defector (1980 Charisma)
- Cured (1981 Charisma)
- Highly strung (1983 Charisma)
- Bay of Kings (1983 Lamborghini)
- Till we have faces (1984 Lamborghini)
- Time Lapse (live) (1991)
- The Unauthorised Biography (verzamelalbum) (1992)
- Guitar noir (1993 – alleen op de geremasterde versie uit 1997)
- Genesis revisited (1996 track 3)
- Feedback 86 (1986 opname) (2000 Camino)
- Live Archive 70, 80, 90s (2001)
- Genesis revisited II (2013, enkele tracks)

### Anderen
- Autumn - Oceanworld (1999 - opnames uit 1977-1978)
- John Warren - Burning Questions (1986; geremasterd 2007 Angel Air Records SJPCD217)
- John Hackett - Checking Out of London (2005 Hacktrax HTRX002)
- Pete Hicks en Nick Magnus - Flat Pack (2009 Beach Hut Records)
- Magnus & Foster (met Dick Foster)- Don't Look Back (download)
- John Hackett & Nick Magnus - 2010 Live (2011 Magick Nuns Records MNCD1003)

### Producerr
- Celtic Spirit - Celtic Dreams (1998 PolygramTV)
- Celtic Spirit - Lyra II (1999 Universal TV)
- Amoure - Kyrie (1999 Polymedia-Polystar)
- Gordon Reid - Painting Imperfect Pictures
- Gordon Reid - Aliens (2000 Deja Vu, DV-GRCD-001)